# MV Agusta 125 Regolarità
La MV Agusta 125 Regolarità è una motocicletta costruita dal 1965 al 1970 nello storico stabilimento MV Agusta di Cascina Costa.

## Il contesto
Dopo il modello "150 Regolarità" dei primi anni cinquanta, la MV Agusta aveva abbandonato il settore del fuoristrada, ma il diffondersi di tale disciplina negli anni sessanta fece ricredere il conte Domenico Agusta sulla potenzialità di questo nuovo mercato e dispose la costruzione di alcuni modelli dedicati.

## Prototipi e Competizione

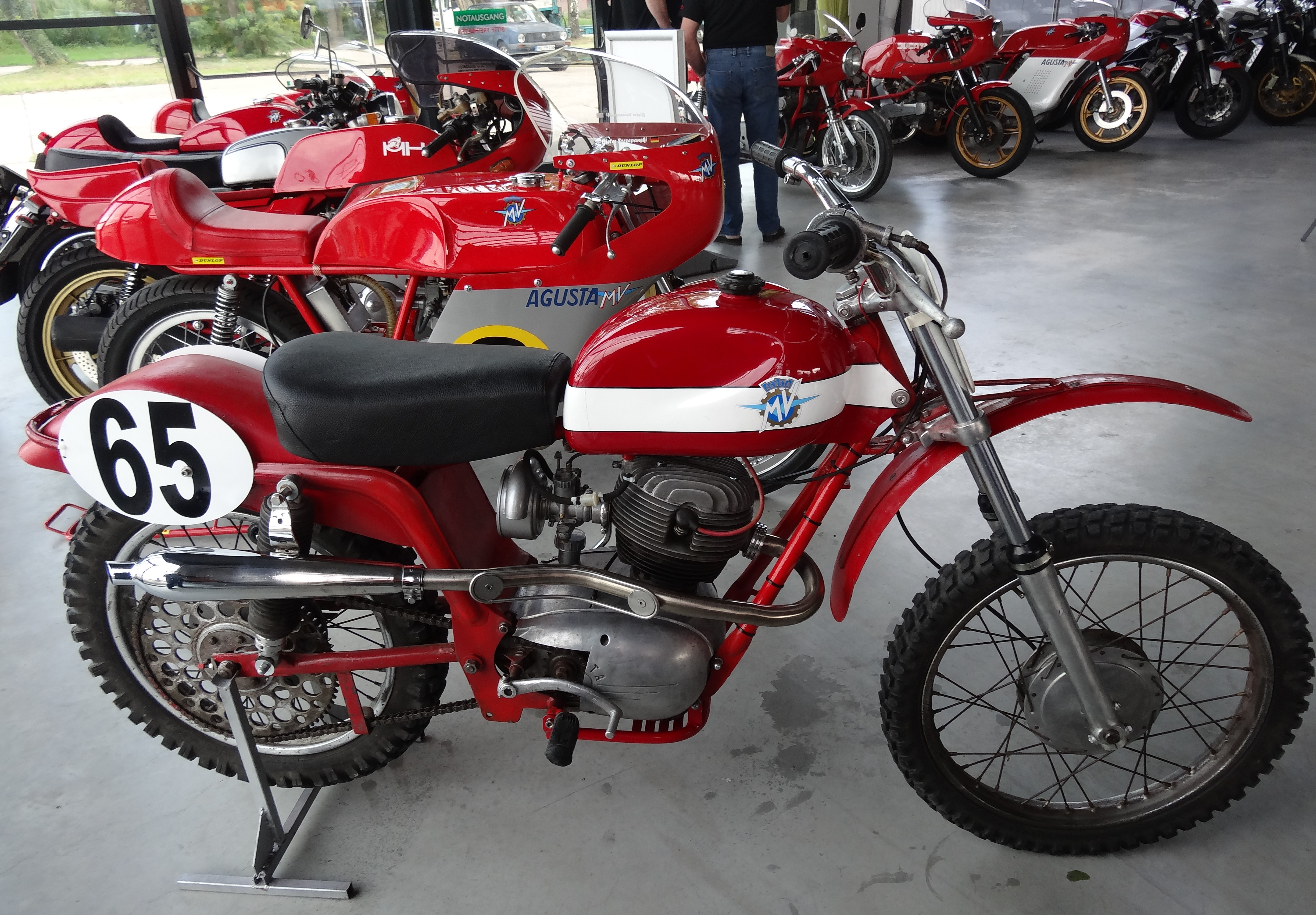
La MV Agusta 125 Regolarità Competizione

Nel 1963 vennero approntate alcune motociclette da gara, derivate dal modello "Centomila", con motore elaborato e telaio rinforzato in molte parti, dotate di sospensioni specialistiche costruite dalla Ceriani.
Impiegate in gare di Regolarità da alcuni piloti della casa e affidate alla squadra delle Fiamme Oro, le moto ottennero ottimi risultati, tanto che ne fu decisa la produzione in piccola serie, per piloti privati, a partire dal 1965. Della versione "Competizione" furono realizzati 46 esemplari della 1ª serie e, nel 1969, 17 esemplari della 2ª serie.

## La moto
Posta in pre-vendita al prezzo di Lire 310.000 franco fabbrica dall'estate 1965, la moto venne presentata ufficialmente in novembre al Salone di Milano.
La "125 Regolarità" è dotata del nuovo motore con cambio a 5 marce prodotto per la "125 GTL", ma con testa e cilindro il lega. Tuttavia, a differenza della coeva "125 Scrambler", non si tratta di un allestimento fuoristradistico della "GTL".
La ciclistica, infatti, è una fedele replica degli esemplari ufficiali da competizione che l'avevano preceduta e mantiene lo stesso telaio derivato dalla "Centomila" e le stesse dotazioni specialistiche, compresi gli attacchi per lo smontaggio rapido delle ruote che permettono la sostituzione della ruota posteriore senza interessare gli organi di trasmissione e l'impianto frenante, ancorati al forcellone.
Dopo un favorevole avvio della commercializzazione, le vendite furono pesantemente penalizzate dall'arrivo sul mercato della più moderna Gilera 124 5V Regolarità Casa che, a parità di prestazioni, veniva offerta a un prezzo inferiore e con un'estetica più accattivante.